# Slaný
Slanýⓘ (niem. Schlan) – miasto w Czechach, w kraju środkowoczeskim. Nazwa miejscowości wywodzi się od pokładów soli, które znaleziono na tym terenie. Według danych z 31 grudnia 2003 powierzchnia miasta wynosiła 3512 ha, a liczba jego mieszkańców 15 070 osób.
W mieście urodzili się hokeiści Martin Procházka, Jiří Tlustý.

## Demografia
| Rok             | 1970   | 1980   | 1991   | 2001   | 2003   |
| --------------- | ------ | ------ | ------ | ------ | ------ |
| Liczba ludności | 13 160 | 14 748 | 15 285 | 15 237 | 15 070 |

Źródło: Czeski Urząd Statystyczny